# پرچی
پرچی (به ایتالیایی: Preci) یک کومونه در ایتالیا است که در استان پروجا واقع شده‌است. پرچی ۸۱٫۷ کیلومتر مربع مساحت و ۷۹۹ نفر جمعیت دارد و ۵۹۶ متر بالاتر از سطح دریا واقع شده‌است.